# Serhij Šaptala
Serhij Oleksandrovyč Šaptala (in ucraino Сергій Олександрович Шаптала?; Kostjantynivka, 5 febbraio 1973) è un generale ucraino, dal 28 luglio 2021 al 10 febbraio 2024 capo di stato maggiore delle Forze armate ucraine con il grado di tenente generale.

## Biografia
Dopo essersi diplomato presso l'accademia militare di Kiev, nel febbraio 2013 fu nominato comandante del 300º Reggimento meccanizzato autonomo, sciolto alla fine dello stesso anno. Dal 2014 al 2017 comandò la 128ª Brigata d'assalto da montagna "Transcarpazia", schierata durante la guerra nel Donbass, prendendo parte alla battaglia di Debal'ceve. Nel novembre 2016 il Comitato investigativo della Federazione Russa ha avviato un procedimento penale contro Šaptala e altri militari ucraini per bombardamenti contro infrastrutture civili nel Donbass. Dal 2017 al 2020 ha ricoperto l'incarico di capo di stato maggiore del Comando operativo "Sud". Nell'aprile 2020 è stato nominato comandante del Comando operativo "Ovest". Il 28 luglio 2021 è stato nominato capo di stato maggiore delle Forze armate ucraine. Il 10 febbraio 2024 è stato sostituito dal maggior generale Anatolij Barhylevyč.